# Bakili Muluzi
Bakili Muluzi, född 17 mars 1943 i Machinga-distriktet, är en malawisk politiker. Han var Malawis president mellan åren 1994 och 2004 och är sedan 1994 partiledare för Förenade demokratiska fronten (UDF).

## Biografi
Muluzi ställde upp i 1994 års presidentval, vilket var Malawis första fria val sedan 1961, för UDF och slog den sittande presidenten Hastings Banda med nästan 14 procentenheter (47,15% mot 33,44%). Under sin första femårsperiod som president instiftade han bland annat en antikorruptionsbyrå, en lagkommission och ett ombudsmansverk. Han vann 1999 års presidentval med mer än hälften av rösterna, men lyckades inte åstadkomma mycket under sina andra period som president. Väst höll under vissa perioder inne bistånd på grund av "dålig ekonomisk politik och korruption." Parlamentsledamöter som representerade hans parti UDF försökte vid två tillfällen under hans andra ämbetsperiod genomdriva förändringar av grundlagen som skulle tillåta Muluzi att ställa upp i presidentvalet en tredje gång, men då detta misslyckats valde han Bingu wa Mutharika som partiets man i presidentvalet 2004. Mutharika vann valet, men Muluzi och han bröt dock redan efter ett par månader och Mutharika bildade året därpå ett eget parti, Demokratiska progressiva partiet (DPP).